# Niš
Niš este un oraș aflat în partea de sud a Serbiei, în districtul Nišava. Este traversat de râul Nišava. În perioada romană s-a numit Naissus, aici s-a născut împăratul Constantin cel Mare în 274.

## Scurtă descriere
Orașul Niš este situat la altitudinea de 192 m deasupra nivelului mării, la cca. 250 km sud-est de Belgrad și la cca. 244 kilometri de Craiova. Cu mai mult de 299.724 de locuitori este cel mai mare oraș din sudul Serbiei și al treilea oraș ca mărime din țară (fără Kosovo și Metohia), după Belgrad și Novi Sad, conform datelor din mai 2009. Orașul se întinde pe o suprafață de aproximativ 597 kilometri pătrați, incluzând, în afară de Niš, Niska Banja și 68 suburbii. Aeroportul Constantin cel Mare (Аеродром Константин Велики) este aeroportul internațional cu codul de destinație INI. Niš este centrul administrativ al districtului Nišava din Serbia.
Orașul se află la intersecția arterelor principale de circulație dintre Europa Centrală, Turcia și Grecia, Niș, este unul dintre cele mai vechi orașe din Balcani, și din cele mai vechi timpuri a fost considerat o poartă între Orient și Occident. Este casa uneia dintre cele mai vechi biserici creștine din Serbia datând din secolul al patrulea într-o suburbie a Mediana. Niš este, de asemenea, locul de naștere al lui Constantin cel Mare, primul împărat roman creștin și fondator al Constantinopolului, precum și al altor doi împărați romani, Constantius al III-lea și Iustin I.
Niš este un centru universitar. Există aproximativ 30.000 de studenți la Universitatea din Niš, care cuprinde 13 facultăți. Niš este, de asemenea, unul dintre cele mai importante centre industriale din Serbia, un centru de industrie electronică (a se vedea Elektronska Industrija NIS), industria constructoare de mașini, industria textilă și industria tutunului. În 2013, orașul a găzduit Adunarea Ecumenică a Bisericilor Creștine, în onoarea a 1700 de ani de la Edictul de la Milano al lui Constantin cel Mare.

## Geografia și clima
Niš este situat la 43°19' latitudine nordică și 21°54' longitudine estică, în Valea Nišava, în apropiere de locul unde se alătură Južna râului Morava. Artera principală de circulație de la nord prin valea râului Morava se desparte la Niš în două linii majore: - una spre sud, care duce la Salonic și Atena, - și una în est care merge spre Sofia și Istanbul, și mai departe, spre Orientul Apropiat. Zona centrală a orașului, se află la o altitudine de 194 m deasupra nivelului mării. Cel mai înalt punct din zona orașului este kamen Sokolov (Stânca șoimului) pe Muntele Suva Planina (1523 m), iar cel mai jos punct se află la Trupale, lângă gura de vărsare a Nišava (173 m). Zona orașului acoperă 596,71 km².
Climatul din zona Niš este moderat și continental, cu o temperatură medie de 11,2 °C. Iulie este cea mai caldă lună a anului, cu o medie de 21,2 °C. Cea mai rece lună este ianuarie, la o medie de 0,2 °C. Media anuală a precipitațiilor este de 567.25 mm/m². Valoarea medie a barometrului este de 992.74 mb. Sunt 123 zile cu ploi și 43 zile cu zăpadă. În medie, forța vântului este doar sub 3 pe scara Beaufort.

## Istorie

### Istoria timpurie
"Când am ajuns la Naissus am găsit orașul pustiu, ca și cum ar fi fost părăsit; doar câteva persoane bolnave stabilite în biserici. Am oprit la o distanță scurtă de râu, într-un spațiu deschis, pentru că tot terenul adiacent era plin de oase de oameni uciși în război." 

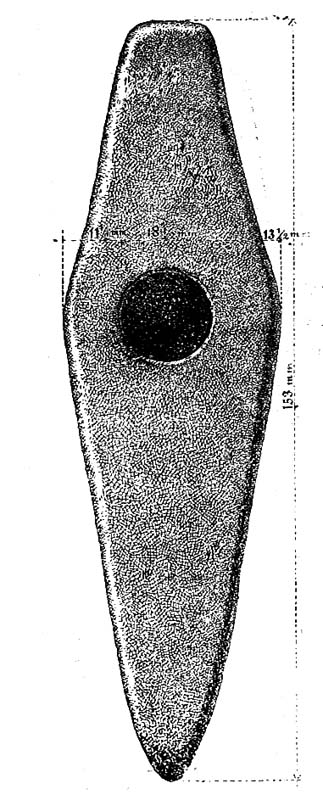
Ciocan de piatră găsit în râul Nišava

Dovezile arheologice indică o așezare neolitică în oraș, datând de la 5000 la 2000 î.Hr.
Numele orașului în cadrul Imperiului Roman a rămas Naissus, care este derivat din numele latin Naissos numele său original.
Etimologia numelui original Naissos ("Orașul nimfelor") a fost derivat dintr-o creatură mitică din mitologia greacă - Naiada (din grecescul νάειν, "a curge", și νἃμα, "apă curgătoare"), care a fost nimfa apelor dulci, râurilor și lacurilor. Niș, este o posibilă locație a Nysa, un loc mitic în mitologia greacă unde tânărul zeu Dionysos a fost crescut. Navissos, a fost numele așezării celtice.
La momentul cuceririi Balcanilor de către Roma, Naissos a fost folosit ca bază pentru operațiuni. Naissus a fost menționat pentru prima dată în documente romane la  începutul secolului al II-lea, și a fost considerat un loc demn de reținut în Geografia lui Ptolemeu din Alexandria. Romanii au ocupat orașul în perioada "Războiului Dardanian" (75-73 î.Hr.), iar orașul s-a dezvoltat ca o răscruce de drumuri strategice, garnizoană și piață din provincia Moesia Superior.
În anul 268, în timpul "Crizei din secolul al III-lea" când Imperiul Roman aproape s-a prăbușit, cea mai mare invazie gotică, văzută până în prezent, a năvălit în Balcani. Aliații maritimi ai goților, herulii au furnizat o flotă, cărând armatele vaste de-a lungul coastei Mării Negre unde au devastat teritoriile de coastă în Tracia și Macedonia. Alte forțe uriașe au traversat Dunărea în Moesia. O invazie a goților în provincia Pannonia a dus la dezastru. În 268, împăratul Gallienus inițial a câștigat câteva victorii importante pe uscat și pe mare, dar succesorul lui, Claudius al II-lea, a fost cel care în cele din urmă i-a învins pe invadatori în Bătălia de la Naissus în 268, una dintre cele mai sângeroase bătălii din secolul al treilea. Se presupune că treizeci-cincizeci de mii de invadatori au murit pe câmp.

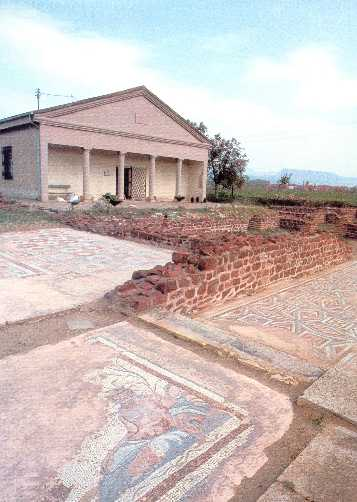
Mozaic în Mediana

Patru ani mai târziu, în 272, fiul lui Constantius Chlorus (comandant militar) și al fiicei unui hangiu numită Flavia Iulia Helena s-a născut în Naissus și i-a fost destinat să conducă ca  împărat sub numele de Constantin cel Mare. Resturile unei vile imperiale din secolul al IV-lea de la Mediana sunt un important sit arheologic situat aproape de Niș. Pardoseli cu mozaic și alte urme de lux sunt conservate în Muzeul Arheologic al sitului. Alte vile aristocratice sunt grupate în apropiere. Aici, în Mediana, în 364 e.n. împărații Valentinian I și Valens au împărțit Imperiul Roman și au condus în calitate de co-împărați.

În castel, sau palat, la Mediana, la doar 4 Km de Naissus, au realizat divizarea definitivă a Imperiului Roman. Valentinian I a dăruit fratelui său prefectura bogată din Est, de la Dunărea de Jos până la granițele cu Persia; în același timp, el și-a rezervat guvernării sale imediate prefecturile războinice ale Illyricului, Italia și Galia, de la extremitatea Greciei până la meterezele Caledoniene, și de la meterezele Caledoniene până la poalele Muntelui Atlas.
(Edward Gibbon, "Declinul și căderea Imperiului Roman" Vol. 2,. Capitolul XXV)

Bazilica creștină din sec al IV-lea din Niș, este una din cele mai vechi monumente creștine. Împăratul roman Constantius al III-lea (421) a fost născut în Naissus.
Deși împăratul Iulian a consolidat zidurile, prosperitatea orașului Naissus a făcut o țintă din el și a fost distrus de Attila, în 443. Hunul Attila a cucerit Naissus lovind cu berbeci și turnuri de fier - acestea au fost tehnici militare sofisticate care au fost noi în repertoriul hun. După ce hunii au capturat orașul Naissus ei i-au masacrat pe locuitorii orașului. Ani în șir, malurile râurilor din afara orașului au fost acoperite cu oase umane ca un memento al devastării pe care hunii au provocat-o. Fondator al dinastiei Iustiniene, Iustin I, s-a născut în Naissus în 450, și nepotul lui Iustinian I a făcut tot posibilul pentru a restabili orașul, dar niciodată nu a recuperat Naissus urbanitatea sa din secolul al IV-lea. Fortul roman, de la Balajnac, cu un rezevor bine conservat, a produs monede pentru Iustinian I..

### Evul Mediu
În a doua jumătate a secolului al VI-lea s-a văzut prima mare migrație a slavilor și avarilor. În timpul sec. al VI-lea și al VII-lea triburile slave au avut opt tentative de a lua orașul Niš. În 551, slavii au trecut prin Niš, inițial conduși de la Salonic, dar au ajuns în Dalmația. În timpul atacului final din 615, invadatorii au luat cetatea de la populația romană și de la populația romanizată daco-tracă cunoscută mai târziu ca vlahi.
În secolul al IX-lea, bulgarii au devenit stăpânii  orașului Naissus (Niš), au urmat ungurii în secolul al XI-lea, în timpul cărora milițiile orașului au dus cu succes o luptă împotriva cruciaților pe 03 iulie 1096. Spre sfârșitul secolului al XII-lea orașul a fost în mâinile domnitorului sârb Ștefan Nemanja, care l-a primit cu ospitalitate pe împăratul german Frederic Barbarossa și cruciații lui.
În 1375, turcii otomani au capturat Niš pentru prima dată de la sârbi. După un lung asediu de 25 de zile, orașul a căzut în fața turcilor. Căderea statului sârb a decis soarta orașului Niš. După bătălia de la Kosovo din 1389, chiar dacă Serbia a existat mult mai slăbită ca o stare de semi-independență pentru alți 70 de ani, drumul Constantinopol-Viena a devenit pustiu.
În 1443, Niš a căzut în mâinile lui Ludanjin și orașul a fost dat înapoi sârbilor. În așa-numita Campanie lungă (Cruciada de la Varna), armatele creștine, conduse de Iancu de Hunedoara (cunoscut ca Sibinjanin Janko în limba sârbă din poeziile populare), împreună cu despotul sârb Gheorghe Durad Brancovici, i-au învins pe turci și i-au respins spre Sofia. O bătălie importantă a avut loc lângă Niș, care a rămas un oraș liber timp de un an întreg după aceea. În timpul acestei lupte un comandant otoman numit Gjerg Kastrioti, alias Skanderbeg, a dezertat din rândurile otomanilor, cu mai mulți soldați albanezi. S-a refugiat în Albania, el a condus un război de gherilă care a avut un semi-succes împotriva otomanilor, acest război a durat 25 de ani, tot restul vieții sale ulterioare.

### Perioada modernă timpurie și perioada modernă
Niș a cedat în fața dominației turcești din nou în 1448 și a rămas așa pentru următorii 245 ani. În perioada dominației turcești, Niș, a fost unul din locurile din administrația turcească militară și civilă. Fortăreața Niș, construită în această perioadă, încă mai reprezintă unul dintre cele mai frumoase și mai bine conservate edificii din Balcani. Fortificațiile existente sunt de origine turcă, datând din primele decenii ale secolului al XVIII-lea (1719-1723). Este bine-cunoscut ca fiind unul din monumentele cele mai importante și cele mai bine conservate de acest fel din Balcani. Fortăreața a fost ridicată pe situl de fortificații anterioare - romane antice, bizantine, și mai târziu medievale. În 1737, Niș, a fost confiscat de armata austriacă, în campania lor împotriva turcilor. Războiul s-a încheiat în 1739.

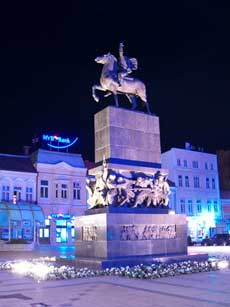
Monumentul eliberatorilor,de [http://www.juznevesti.com Južne Vesti

La începutul secolului al XIX-lea un lucru crucial pentru reînnoirea statului sârb a fost eliberarea orașului Niș de la turci. Liderul sârb Caragheorghe (Karadorde), în discuțiile sale cu reprezentanți ai Rusiei, precum și în discuțiile sale cu Napoleon și turcii, a subliniat că orașul Niș ar trebui să aparțină Serbiei. Insurecție armată sârbă condusă spre Niș, în scopul de a-l cuceri și a merge mai departe spre vechia Serbie și Kosovo. Caragheorghe (Karadorde) a sugerat utilizarea întregii armate pentru a elibera Niș, în timp ce restul comandanților au cerut să atace Niș din patru puncte diferite. Acesta din urmă a fost acceptat. La data de 27 aprilie 1809, insurecția armată sârbă s-a apropiat cu 16 mii de soldați de satele Kamenica, Gornji și Matejevac Donji, în apropierea orașului Niș avându-l pe Miloje Petrovici comandant-șef. Soldații sârbi au făcut șase tranșee. Primul și cel mai mare a fost pe Dealul Čegar. Cele mai importante  bătălii s-au dat pe Dealul Čegar.

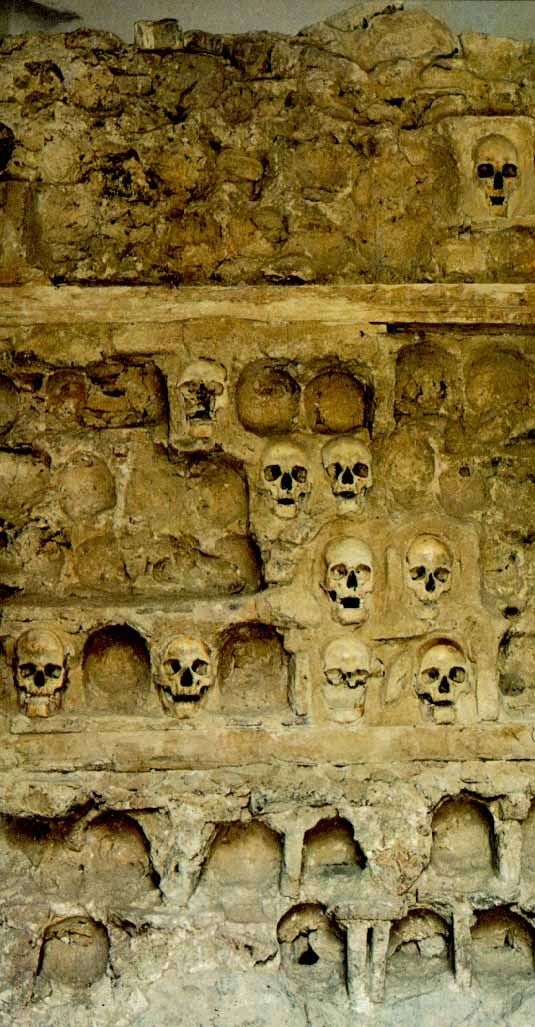
Peretele exterior al Turnului Craniu

Între timp, armata turcă a fost întărită cu 20.000 de soldați de la Adrianopol, Salonic, Vranje și Leskovac. Trei mii de soldați sârbi și mai mult decât dublu din partea turcă au fost uciși pe Dealul Čegar. Un important monument din secolul al XIX-lea care comemorează răscoalele sârbe împotriva dominației turcești este Turnul Craniu (Ćele kula), un turn care încorporează cranii umane (de la sârbii "rebeli" morți) în construcția sa, un monument probabil unic în designul său. Orașul a fost încorporat Serbiei, ca o consecință a Tratatului de la San Stefano.

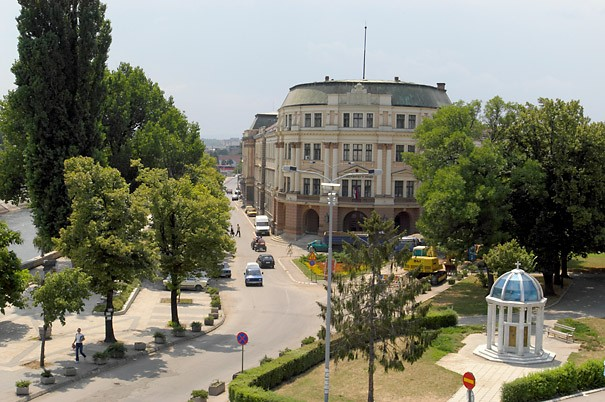
Universitatea din Niş

### Primul Război Mondial
Ca urmare a punerii pe fugă a armatei sârbe de către austrieci, bulgari și germani în Primul Război Mondial, Regele Ferdinand al Bulgariei l-a primit pe Kaiserul german Wilhelm al II-lea la Niš, în ianuarie 1916. Kaiserul a fost întâmpinat cu un salut roman dubios și batjocoritor:  Ave Imperator, Caesar et Rex. Victor et gloriosus es. Nissa antiqua omnis Orientis populi te salutant redemptorem, ferentem oppressis prosperitatem atque salutem care s-ar traduce astfel: „Bucură-te împărate, Cezar și rege: Sunteti victorios și glorios. În anticul Niš toate popoarele din est vă salută, aducător de prosperitate pentru asupriți”.

### Al Doilea Război Mondial
În timpul ocupației germane din al Doilea Război Mondial, prima tabără de concentrare nazistă din Iugoslavia a fost situată în apropiere de Niš. În 1942 o revoltă armată a dus la o evadare. Evadații au fost din gherilele din mișcarea lui Josip Broz Tito, aceste gherile au fost capturate de către forțele germane în timpul bătăliei de la Kozara. Această evacuare este redată în filmul Lagărul din Niš (1987) al lui Miomir Stamenković. Orașul a fost puternic bombardat de către aliați în 1944, împreună cu alte orașe din Serbia.

### Perioada de după 1990
În 1996, Niș a fost primul oraș din Serbia care s-a împotrivit guvernului lui Slobodan Milosevici. O coaliție a partidelor de opoziție numită Zajedno (Împreună) a câștigat alegerile locale din Niș în 1996. Primul primar democratic al orașului Niš a fost Zoran Zivkovic, care mai târziu a devenit prim-ministru al Serbiei în 2003. La data de 7 mai 1999 a fost scena  bombardamentelor NATO asupra Niș care au dus la multe victime civile și nicio pierdere militară. În timpul alegerilor locale care au avut loc în septembrie 2004, Smiljko Kostic de la „Nova Srbija” a câștigat funcția de primar. Partidul Democrat a provocat referendumul care să-l înlocuiască pe Kostic în noiembrie 2005. Majoritatea a votat împotriva referendumului. În alegerile locale care au avut loc în mai 2008, Partidul Democrat, G17 + și coaliția asamblată în jurul Partidul Socialist din Serbia a câștigat și Milos Simonovic de la Partidul Democrat a devenit primar.
Aici se află Statul Major al Armatei Sârbe.

## Împărați romani
Trei împărați romani s-au născut în acest oraș:
- Constantin cel Mare (Flavius Valerius Aurelius Constantinus): a condus din 306 până în 337.
- Constantius al III-lea, (Flavius Constantius) a condus în 421.
- Iustin I, (Flavius Iustinus) a condus din 518 până în 527.

## Populația
- 1900: 24,573
- 1905: 21,946
- 1910: 24,949
- 1921: 28,625
- 1931: 35,465
- 1941: 44,800[necesită citare] (estimativ)
- 1948: 49,332 (109,280)*
- 1953: 58,656 (122,100)*
- 1961: 81,250 (148,354)*
- 1971: 127,654 (195,362)*
- 1981: 161,376 (232,563)*
- 1991: 173,250 (245,182)*
- 2002: 173,724 (250,518)*
- 2008: 231,590 (299,724)

()* - populația, în funcție de limitele actuale ale orașului

## Demografia
Conform ultimului recensământ din 2002, întreaga zonă municipală din orașul Niș (care include părțile urbane și rurale ale municipiului) avea o populație de 250,518, în timp ce populația urbană a fost în Niș de 173724. Ar trebui remarcat faptul că teritoriul unei părți urbane din Niș a fost redefinit din anul 2002, după formarea de noi municipalități urbane, prin urmare, numărul de 173724 ar putea să nu corespundă cu mediul urban curent. Există încă o dispută privind numărul real al populației sale, deoarece există mai multe mii de refugiați din Kosovo, care oficial nu locuiesc în oraș, dar trăiesc împreună cu membrii de familie locali.
| Grupuri etnice în zona Municipală (recensământ 2002) |           |  |  |  |  |  |  |  |  |
| Grupuri etnice                                       | Populație |  |  |  |  |  |  |  |  |
| Sârbi                                                | 235,657   |  |  |  |  |  |  |  |  |
| Rromi                                                | 5,687     |  |  |  |  |  |  |  |  |
| Muntenegreni                                         | 846       |  |  |  |  |  |  |  |  |
| Bulgari                                              | 799       |  |  |  |  |  |  |  |  |
| Iugoslavi                                            | 664       |  |  |  |  |  |  |  |  |
| Croați                                               | 417       |  |  |  |  |  |  |  |  |
| Alții                                                | 5,733     |  |  |  |  |  |  |  |  |
| TOTAL                                                | 255,295   |  |  |  |  |  |  |  |  |
|                                                      |           |  |  |  |  |  |  |  |  |

| Grupuri etnice în zona Urbană (recensământ 2002) |           |  |  |  |  |  |  |  |  |
| Grupuri etnice                                   | Populație |  |  |  |  |  |  |  |  |
| Sârbi                                            | 162,380   |  |  |  |  |  |  |  |  |
| Rromi                                            | 4,461     |  |  |  |  |  |  |  |  |
| Muntenegreni                                     | 747       |  |  |  |  |  |  |  |  |
| Bulgari                                          | 679       |  |  |  |  |  |  |  |  |
| Iugoslavi                                        | 601       |  |  |  |  |  |  |  |  |
| Croați                                           | 379       |  |  |  |  |  |  |  |  |
| Alții                                            | 3,872     |  |  |  |  |  |  |  |  |
| TOTAL                                            | 231,590   |  |  |  |  |  |  |  |  |
|                                                  |           |  |  |  |  |  |  |  |  |

Istoricul ceh Jirecek, marele specialist în istoria Balcanilor, consemnează nume romanice în toată regiunea Nișeva, Struma de Sus și Ischer precum: Herul, Bănișor, Crețul, Borbulovici, Viturcii.Românii de aici precum și cei din Croația, Bosnia, Muntenegru poartă numele de vlași sau vlahi.

## Economia
Orașul Niș este centru administrativ, industrial, comercial, financiar și cultural din partea de sud-est a Republicii Serbia. Poziția orașului Niș este de importanță strategică deoarece este situat la intersecția dintre drumul european și rețelele de cale ferată care leagă Europa de Asia. Niș este ușor accesibil, pentru că are un aeroport - Aeroportul Constantin cel Mare și este un punct de intersecție a numeroase căi ferate și linii de autostradă. Artera principală de circulație de la nord prin valea râului Morava se desparte la Niș în două linii majore:  
- una spre sud, care duce la Salonic și Atena
- una în est care merge spre Sofia și Istanbul, și mai departe, spre Orientul Apropiat.

Aceste drumuri au fost cunoscute din timpuri stravechi, deoarece au reprezentat liniile pe care popoarele, bunurile și armatele le-au urmat. Cunoscut sub numele de "Via militaris"  din perioada romană și bizantină, sau "Drumul Constantinopolului" în Evul Mediu, aceste drumuri încă reprezintă principalele artere europene de trafic.  Niș, prin urmare, rămâne un punct de intersecție a drumurilor care leagă Europa de Asia Mică, și Marea Neagră de Marea Mediterană.
Niș, a fost întotdeauna un oraș relativ dezvoltat în fosta Iugoslavie. În 1981 el avea PIB-ul pe cap de locuitor de 110% din media iugoslavă.

### Industria
Niș este unul dintre cele mai importante centre industriale din Serbia, bine cunoscut pentru industria tutunului, industria electronică, industria construcțiilor, industria constructoare de mașini, industria textilă, industria de culori metalice, industria alimentară, industria bunurilor de cauciuc.
Industria tutunului
- Fabrica de Tutun din Niș- a fost construită și deschisă în 1930 la Crveni Krst. Producția de bază este aceea de tutun, țigări, filtre, elemente de mașini și echipamente de tutun,adezivi etc. În 1995 un institut de cercetare a fost construit. Institutul selectează, produce și protejează tutun, și creează modele noi de produse. În august 2003, Philip Morris Corporation a achiziționat Fabrica de Tutun prin intermediul procesului de privatizare. Investiția totală făcută de Philip Morris a fost de 580 de milioane de euro care o face cel mai mare investitor străin în Serbia al anului 2003.

Industria construcțiilor
- Gradjevinar, societate pe actiuni - provenită de la firma de constructii din districtul Niș numită Grapon în 1961. Gradjevinar a construit mari complexe structurale, ca centre comerciale, clădiri de departamente, campusuri întregi, secțiuni de orașe care pot fi găsite în Niș, Belgrad, Serbia de Est, Rusia, Bulgaria, Israel, Iordania, Emiratele Arabe Unite. Compania a construit: 
  - peste 30.000 de apartamente, de aproximativ 180000 de metri pătrați,
  - clinici, facilități de sănătate și spitale, de aproximativ 80.000 de metri pătrați,
  - magazine, mall-uri de aproximativ 50.000 de metri pătrați,
  - hoteluri, atracții turistice, bănci, școli, teatre, complexe sportive de aproximativ 50.000 de metri pătrați,
  - diferite depozite, fabrici, ferme și clădiri de depozitare la rece de aproximativ 150.000 de metri pătrați.

Industria electronică
- Electronics Industry - Holding Corporation, societate pe actiuni - provenită de la înființarea Institutului pentru producția de aparate de radio și Mașini Roentgen, "RR Niš", în 1948. Producția de bază cuprinde echipamente acustice, tuburi electronice, instalații specifice, plăci imprimate, elemente electronice de mașini, hidraulice, pneumatice, aparate, aer condiționat, echipamente medicale, mașini Roentgen.

Industria bunurilor de cauciuc
- Vulkan, societate pe acțiuni a fost construită și deschisă în 1937. Producția sa este mare în domeniul de aplicare și cuprinde diverse articole tehnice din cauciuc, cu numeroase aplicații în minerit și în industria de construcții (transportatorii și macarale).

Industria de culori metalice
- NISSAL - societate pe acțiuni pentru aluminiu produce instrumente, materiale metalice de reproducere, din metal, construcții din lemn și alte materiale, colectează și tratează deșeuri industriale.

Utilaje industriale
- Fabrica "Jastrebac", fondată în 1910, produce mai mult de 1.000 de pompe mecanice de diferite tipuri și dimensiuni.
- MIN (Industria de Mașini din Niș) Holding, societate pe acțiuni inființată în 1884, produce mașini diferite, diferitele tipuri de echipamente: chimice, benzină-chimice, miniere, metalurgice, de transport feroviar, locomotive-diesel, pompe, hidro-termo-nucleare, apă și tratare a gazelor naturale. În 1993 MIN s-a transformat într-un holding de 37 de unități pe acțiuni, din care 24 se ocupă cu producția de bază, din care 6 se ocupă cu serviciile, și 7 cu mediul de afaceri de specialitate.

Industria textilă 
- Nitex - Niș industria textilă produce țesături, materiale tricotate, broderie continuă, haine .. Compania a fost fondată în 1897 de capitalistul Mita Ristic cu fiii săi (Dușan și Dragoljub).  În 2006. Nitex  a fost achiziționată de un om de afceri din Muntenegru - Đorđije Nicović.

Industria alimentară
- Žitopek, societate pe acțiuni pentru producția și comercializarea de produse de panificație a fost creată pe 03 martie 1947 când 14 brutari au semnat în mod oficial un contract.
- Brewery Nis, societate pe acțiuni produce bere și băuturi non-alcoolice. Fabrica de bere a fost fondată în 1884 de Jovan Apel.

## Orașe înfrățite
Niš este înfrățit cu următoarele orașe:
| - Kasandra, Grecia - Sparti, Grecia - Glyfada, Grecia - Maroussi, Grecia | - Alimos, Grecia - Veliko Tarnovo, Bulgaria - Košice, Slovacia (since 2001) - Kursk, Rusia | - Saltdal Commune, Rognan, Norvegia - Bad Homburg, Germania - Cracovia, Polonia |

### Alte forme de cooperare și prietenie
- Viena, Austria[12]
- Graz, Austria[12]
- Barcelona, Spania[12]
- Columbus, Ohio, SUA[12]

## Persoane notabile
Persoane care s-au născut în sau în apropiere de Niš sau care au locuit o perioadă semnificativă în Niš:
- Constantin cel Mare, născut în Naissus
- Constantius al III-lea
- Iustin I
- Stevan Sinđelić, voievod, decedat în 1809 în Bătălia de la Čegar.
- Stevan Sremac (1855–1906), scriitor
- Nikola Uzunović, (n. 1873), prim ministru al Regatului Iugoslaviei
- Dragiša Cvetković, (1893–1969), prim ministru al Regatului Iugoslaviei
- Svetislav Milosavljević, (1882–1960), general iugoslav, primul ban al Banovinei Vrbas
- Dušan Radović, (1922–84), scriitor
- Dušan Čkrebić, (n. 1927), președinte al RS Serbia
- Patriarhul Patriarhiei Sârbe Spiridon (?–1389)
- Patriarhul Irinej
- Nadja Regin, (n. 1931), actriță.
- Predrag Antonijević, (n. 1959), regizor de film
- Branko Miljković (1934–61), poet.
- Bratislav Anastasijević (1936–1992), muzician, dirijor
- Saban Bajramovic (Šaban Bajramović) (1936–2008), compozitor și cântăreț rrom
- Kornelije Kovač (n. 1942), compozitor, cântăreț și dirijor sârb de etnie maghiară
- Goran Paskaljević (n. 1947), regizor de film
- Dragan Pantelić (n. 1951), fotbalist, președintele Radnički Niš.
- Eva Haljecka Petković (1870–1947), medic.
- Predrag Miletić (n. 1952), actor.
- Miki Manojlović (n. 1950), actor.
- Zoran Živković (b. 1954), handbalist
- Aki Rahimovski (n. 1954), cântăreț de rock
- Nenad Milosavljević (n. 1954), cântăreț de rock
- Biljana Krstić (n. 1959), cântăreț de rock  și muzică tradițională
- Ana Stanić (n. 1975), cântăreață de pop-rock
- Zoran Živković (n. 1960), politician, fost prim-ministrul Serbiei
- Zoran Ćirić (b. 1962), scriitor.
- Aleksandar Šoštar (n. 1964), jucător de polo
- Dragan Stojković (n. 1965), fotbalist
- Branislava Ilić (n. 1970), dramaturg
- Ivan Miljković (n. 1979), voleibalist
- Bojana Popović (n. 1979),  handbalist
- Nikola Karabatić (n. 1984), handbalist
- Nemanja Radulović (n. 1985), violonist.
- Ivan Kostic (b. 1989), fotbalist
- Stefan Jović (n. 1990), baschetbalist
- Sava Ranđelović (n. 1993), jucător de polo
- Andrija Živković (n. 1996), fotbalist
- Staša Gejo (n. 1997), sport practicat escaladă sportivă
- Nemanja Radonjić (n. 1996), fotbalist